# Viktor Kozlov
Víktor Nikolájevitj Kozlóv (ryska: Ви́ктор Никола́евич Козло́в), född den 14 februari 1975 i Togliatti, Sovjetunionen, är en rysk professionell ishockeyspelare. Han är centerforward och spelar i KHL-laget Salavat Julajev Ufa. Kozlov har även spelat i San Jose Sharks, Florida Panthers, New Jersey Devils, New York Islanders och Washington Capitals i NHL. 

## NHL
Som 18-åring valdes Kozlov som sjätte spelare totalt av San Jose Sharks i 1993 års NHL-draft. Han debuterade i NHL säsongen 1994–95 då han spelade 16 matcher för Sharks. Säsongen efter tillbringade han i IHL-laget Kansas City Blades, innan han 1995–96 blev ordinarie i Sharks laguppställning. Under denna sin första hela NHL-säsong gjorde han sex mål och tretton assist, inget fantastiskt facit, men hans andra säsong skulle bli bättre med 16 mål och 25 assist på 78 matcher. 
Under sin tredje säsong hann han bara spela 18 matcher för Sharks innan han blev bortbytt till Florida Panthers. Det var i Panthers han skulle komma att göra sina bästa säsonger. Han spelade ofta tillsammans med "den ryska raketen" Pavel Bure och satte personligt rekord säsongen 1999–00 då han gjorde 70 poäng - 17 mål och 53 assist - på 80 matcher. 
Under säsongen 2003–04 blev han åter bortbytt, nu till New Jersey Devils. Säsongen därpå ställdes dock NHL-säsongen in och Kozlov flyttade hem till Ryssland och spelade i HK Lada Togliatti.
2005–06 var NHL åter igång igen och Kozlov gjorde 25 poäng på 69 matcher på New Jersey Devils. 
2006 skrev Kozlov på för New York Islanders. Under den följande säsongen satte han personligt rekord med 25 mål på 81 matcher. Totalt gjorde han 51 poäng under säsongen, och var en av Islanders bästa offensiva spelare. 
2007 skrev Kozlov på för Washington Capitals.

## Statistik

### Klubbkarriär
| 1991–92    | Lada Togliatti      | Sovjet     | 3   | 0   | 0   | 0   | 0   | —  | — | — | —  | —  |
| 1992–93    | Dynamo Moskva       | IHL        | 30  | 6   | 5   | 11  | 4   | —  | — | — | —  | —  |
| 1993–94    | Dynamo Moskva       | IHL        | 42  | 16  | 9   | 25  | 14  | —  | — | — | —  | —  |
| 1994–95    | Dynamo Moskva       | IHL        | 3   | 1   | 1   | 2   | 2   | —  | — | — | —  | —  |
| 1994–95    | San Jose Sharks     | NHL        | 16  | 2   | 0   | 2   | 2   | —  | — | — | —  | —  |
| 1994–95    | Kansas City Blades  | IHL        | 4   | 1   | 1   | 2   | 0   | 13 | 4 | 5 | 9  | 12 |
| 1995–96    | Kansas City Blades  | IHL        | 15  | 4   | 7   | 11  | 12  | —  | — | — | —  | —  |
| 1995–96    | San Jose Sharks     | NHL        | 62  | 6   | 13  | 19  | 6   | —  | — | — | —  | —  |
| 1996–97    | San Jose Sharks     | NHL        | 78  | 16  | 25  | 41  | 40  | —  | — | — | —  | —  |
| 1997–98    | San Jose Sharks     | NHL        | 18  | 5   | 2   | 7   | 2   | —  | — | — | —  | —  |
| 1997–98    | Florida Panthers    | NHL        | 46  | 12  | 11  | 23  | 14  | —  | — | — | —  | —  |
| 1998–99    | Florida Panthers    | NHL        | 65  | 16  | 35  | 51  | 24  | —  | — | — | —  | —  |
| 1999–00    | Florida Panthers    | NHL        | 80  | 17  | 53  | 70  | 16  | 4  | 0 | 1 | 1  | 0  |
| 2000–01    | Florida Panthers    | NHL        | 51  | 14  | 23  | 37  | 10  | —  | — | — | —  | —  |
| 2001–02    | Florida Panthers    | NHL        | 50  | 9   | 18  | 27  | 20  | —  | — | — | —  | —  |
| 2002–03    | Florida Panthers    | NHL        | 74  | 22  | 34  | 56  | 18  | —  | — | — | —  | —  |
| 2003–04    | Florida Panthers    | NHL        | 48  | 11  | 16  | 27  | 16  | —  | — | — | —  | —  |
| 2003–04    | New Jersey Devils   | NHL        | 11  | 2   | 4   | 6   | 2   | 2  | 0 | 0 | 0  | 0  |
| 2004–05    | Lada Togliatti      | RSL        | 52  | 15  | 22  | 37  | 22  | 10 | 3 | 3 | 6  | 6  |
| 2005–06    | New Jersey Devils   | NHL        | 69  | 12  | 13  | 25  | 16  | 3  | 0 | 0 | 0  | 0  |
| 2006–07    | New York Islanders  | NHL        | 81  | 25  | 26  | 51  | 28  | 5  | 0 | 2 | 2  | 2  |
| 2007–08    | Washington Capitals | NHL        | 81  | 16  | 38  | 54  | 18  | 7  | 0 | 3 | 3  | 2  |
| 2008–09    | Washington Capitals | NHL        | 67  | 13  | 28  | 41  | 16  | 14 | 4 | 2 | 6  | 6  |
| 2009–10    | Salavat Julajev Ufa | KHL        | 48  | 10  | 18  | 28  | 43  | 16 | 3 | 4 | 7  | 0  |
| 2010–11    | Salavat Julajev Ufa | KHL        | 48  | 17  | 15  | 32  | 14  | —  | — | — | —  | —  |
| NHL totalt | NHL totalt          | NHL totalt | 897 | 198 | 339 | 537 | 248 | 35 | 4 | 8 | 12 | 10 |

### Internationell
| År            | Lag           | Turnering     |               | Matcher | Mål | Assist | Poäng | Utv |
| ------------- | ------------- | ------------- | ------------- | ------- | --- | ------ | ----- | --- |
| 1993          | Ryssland      | JVM           | 7             | 2       | 1   | 3      | 2     |     |
| 1996          | Ryssland      | VM            | 8             | 0       | 3   | 3      | 0     |     |
| 1998          | Ryssland      | VM            | 6             | 4       | 5   | 9      | 0     |     |
| 2000          | Ryssland      | VM            | 6             | 1       | 3   | 4      | 2     |     |
| 2004          | Ryssland      | WC            | 4             | 1       | 0   | 1      | 0     |     |
| 2005          | Ryssland      | VM            | 9             | 1       | 0   | 1      | 0     |     |
| 2006          | Ryssland      | OS            | 8             | 2       | 3   | 5      | 2     |     |
| 2010          | Ryssland      | OS            | 4             | 1       | 0   | 1      | 0     |     |
| 2010          | Ryssland      | VM            | 9             | 1       | 2   | 3      | 2     |     |
| Senior totalt | Senior totalt | Senior totalt | Senior totalt | 54      | 11  | 16     | 27    | 6   |